# SpaceIL
SpaceIL — израильская некоммерческая организация, созданная в 2011 году, для участия в конкурсе Google Lunar X PRIZE (GLXP), предлагавшего приз за посадку частной АМС на Луну. Несмотря на то, что конкурс GLXP закончился не выявив победителя, SpaceIL сумела завершить постройку лунного зонда и отправить его к Луне. Аппарат стартовал на ракете-носителе Falcon 9 21 февраля 2019 года.
Oбщий бюджет проекта оценивается в $95 млн, сформированным главным образом за счёт пожертвований благотворителей и финансирования полученного от Израильского космического агентства.
Команда SpaceIL была создана как некоммерческая организация, стремясь содействовать развитию научного и технологического образования в Израиле. Основатели команды заявили, что если они победят в конкурсе, деньги будут переданы на образовательные цели. SpaceIL имеет более 200 членов, 95 % из них добровольцы. На сегодняшний день добровольцы SpaceIL провели занятия с более чем 250 000 учениками по всему Израилю.
В результате Интернет-голосования лунный зонд компании был назван «Берешит» (ивр. בְּרֵאשִׁית‎ Beresheet), что в переводе с иврита означает «в начале» (первые слова Книги Бытия и её название на иврите).

## Основатели и сторонники
Учредители команды: Ярив Баш, бывший инженер электроники и компьютерных технологий в Междисциплинарном центре в Герцлии, и в настоящее время генеральный директор Flytrex; Кфир Дамари, преподаватель компьютерных сетей; и Йонатан Вайнтрауб, бывший инженер спутниковых систем в Israel Aerospace Industries (IAI), ныне аспирант-биофизик в Стэнфордском университете. Эран Привман является генеральным директором SpaceIL. Миллиардер Моррис Кан является председателем правления и основным спонсором этой организации. Команда поддерживается израильским космическим агентством, Israel Aerospace Industries, Rafael и Elbit Systems. SpaceIL также поддерживается учебными заведениями, включая Технион, Тель-Авивский Университет, Институт Вейцмана и Университет имени Бен-Гуриона.
В апреле 2014 года американский филантроп Шелдон Адельсон пожертвовал команде $16,4 миллиона.
В июне 2017 года израильское космическое агентство объявило, что оно вложит дополнительные 7,5 миллиона шекелей в проект, вложив 2 миллиона шекелей в предыдущие годы.

## Бронирование запуска
В октябре 2015 года SpaceIL заключила с Spaceflight Industries контракт на запуск SpaceX Falcon 9.
До этого, в начале 2015 года, компания Google объявила о том, что крайний срок выигрыша приза будет продлён до декабря 2017 года, если хотя бы одна команда будет иметь подтверждённый контракт на запуск до 31 декабря 2015 года. При отсутствии участника с контрактом до конца 2015 года, приз аннулируется без победителя по итогам 2015 года, как планировалось ранее.
Представители GLXP объявили, что договор SpaceIL соответствовал требованиям и конкурс будет продолжаться до конца 2017 года.
В августе 2017 года компания Google Lunar Xprizes объявила о продлении сроков до 31 марта 2018 года. Конкурс закончился без победителя.

## История проекта

Места посадок космического корабля «Аполлон-17» и зонда «Луна-21» в Море Ясности на карте видимого полушария Луны — к северо-востоку от центра

По состоянию на июнь 2017 года космический аппарат проходил интеграционные тесты и проверки.
В ноябре 2017 года SpaceIL объявила, что ей нужны $30 млн для завершения проекта. Моррис Кан ушёл в отставку с поста председателя правления и пообещал $10 млн, если организация сможет найти дополнительные $20 млн.
Израильская компания SpaceIL планировала запустить 585-килограммовый лунный зонд Sparrow (англ. «воробей», рабочее название зонда) в декабре 2018 года с помощью американской ракеты Falcon-9 и совершить мягкую посадку на Луне 13 февраля 2019 года. 11 сентября 2018 года было сообщено, что пуск Falcon-9 с лунно-космическим кораблём израильской компании SpaceIL на борту на геостационарную орбиту произойдёт в начале 2019 года. Позже американская частная компания SpaceX, которой принадлежит ракета-носитель, без объяснения причин объявила, что запуск переносится на февраль 2019 года. Зонд будет запущен в качестве дополнительной полезной нагрузки вместе с частным индонезийским телекоммуникационным спутником PSN 6, который будет выведен на геостационарную орбиту.
Согласно сообщению IAI от 15.01.2019 в социальной сети фейсбук, зонд погружен для отправки на мыс Канаверал и будет запущен вместе с геостационарным спутником PSN 6 приблизительно через месяц. Аппарат запущен 22 февраля 2019 года (по UTC) со стартового комплекса SLC-40 и выведен на орбиту с апогеем 60 тысяч км. C помощью собственной двигательной установки Beresheet поднял апогей орбиты так, чтобы быть захваченным гравитационным притяжением Луны. На это ушло несколько недель.
Перед посадкой он сделает два витка вокруг Луны. Весь перелёт займёт восемь недель. Во второй половине апреля «Берешит» совершит посадку в Море Ясности, неподалеку от места прилунения зонда Луна-21 и корабля Аполлон-17. Так как у «Берешита» нет тепловой защиты и систем охлаждения, то он сможет проработать на поверхности Луны примерно два дня, пока электроника и батареи не выйдут из строя из-за перегрева. На «Берешите» установлен магнитометр, созданный физиками из Института имени Вейцмана, который должен успеть провести серию замеров магнитного поля Луны.
Однако, первая израильская лунная миссия не удалась — 11 апреля 2019 года «Берешит» разбился при посадке, потеряв перед тем связь. После этого, Питер Диамандис, учредитель и глава Фонда X-Prize, вместе с известной предпринимательницей Ануше Ансари заявили, что дадут SpaceIL 1 млн долл. на создание второго аппарата после этой первой неудачной попытки.
Компания WeSpace, сформированная на базе SpaceIL, объявила о новой космической программе Let’s Rover, в рамках которой планируется отправить на видимую сторону Луны в район Холмы Мариуса два небольших планетохода, один из которых должен будет исследовать открытое японским зондом Кагуя отверстие в поверхности Луны, предположительно ведущее в лавовую трубку.

## Характеристики зонда «Берешит»
Уникальность SpaceIL среди претендентов на GLXP заключается в том, что вместо постройки гусеничного или колёсного вездехода, SpaceIL планирует удовлетворить требование преодолеть 500 метров по лунной поверхности, «прыгнув» с места посадки в другую точку в 500 метрах, используя ракетные двигатели. В случае успеха зонд станет самым маленьким и лёгким аппаратом в истории, осуществившем посадку на Луну.
- Размеры: около 2 м в диаметре, около 1,5 м в высоту[34].
- Стартовая масса: 585 кг, включая ~400 кг топлива[34].
- Научные приборы на борту:
  - Магнитометр (Институт Вейцмана, Израиль);
  - Массив лазерных уголковых отражателей (Центр космических полётов Годдарда, США)[35][36].
- Срок работы на поверхности Луны: 2 суток[37].

Запланированное место посадки зонда — Море Ясности в северном полушарии, где находится одна из лунных магнитных аномалий.

## Берешит-2
9 декабря 2020 года президент Израиля Реувен Ривлин сообщил, что свою вторую лунную станцию Израиль планирует запустить в 2024 году. Над проектом SpaceIL будет работать вместе с Israel Aerospace Industries и Израильским космическим агентством. Миссия «Берешит-2» будет включать в себя орбитальный и два посадочных модуля. Запуск миссии запланирован на 2025 год.